# دانيال جيمس الثالث
دانيال جيمس الثالث (بالإنجليزية: Daniel James III)‏ هو ضابط أمريكي، ولد في 7 سبتمبر 1945 في توسكيجي في الولايات المتحدة، وتوفي في 1 أغسطس 2017 في واشنطن العاصمة في الولايات المتحدة.